# 2012年利比亚议会选举
2012年利比亚议会选举于2012年7月7日举行，这是2011年卡扎菲政权被推翻后，利比亚举行的第一次选举，更是自1969年伊德里斯王朝被推翻43年后，利比亚进行的首次选举。这次选举是利比亚“20个月过渡期”的重要环节之一，是利比亚迈向民主道路的关键一步。大国民议会产生后，将组建新政府，以取代全国过渡委员会。

## 选举制度
2012年1月1日，最高选举委员会在网站上公布了选举法草案，大众评论认为该法能够被民众接受。选举法规定，议会选举将产生200名议员，其中至少10%的席位（20席）是分配给妇女的。全国委员会成员、卡扎菲政权成员，以及卡扎菲家族成员，被禁止参加竞选。
后来由于受到民众抗议，选举法条款陆续得到修正。
2012年1月28日至29日，最终成型的选举法颁布：妇女一定的席位须得到保证；地方全国委员会成员可以参选；选举实行并立制；候选人必须年满21岁；双重国籍公民有投票权和参选权。120席分配给独立候选人，另外80席分配给政党候选人。这样做的目的是要降低穆斯林兄弟会成员在新议会中的影响力。120个独立议席来自于69个选区，80个政党议席来自于20个选区。

## 席位分布
国民议会共设有200个议席，其中120席将在独立候选人中产生（通过單議席單票制选举），另外80席留给各政党（通过比例代表制选举）。
议席按地域来分配：
- 西部的的黎波里塔尼亚地区：100席
- 东部的昔兰尼加地区：60席
- 南部的费赞地区：40席

## 注册登记
2012年5月1日，选民、政党候选人和独立候选人开始登记报名，5月21日结束。共计注册的选民数量为2,865,937人；有2639名独立候选人角逐120席独立议席，以及374名党派候选人参选政党议席，这3000多名候选人中有600多名女性。登记与选举过程受到联合国支援利比亚行动团（United Nations Support Mission in Libya）和阿盟、欧盟等外国观察员的监督。

## 主要政党
- 公正与建设党：伊斯兰主义政党，利比亚穆斯林兄弟会组建
- 全国力量联盟：自由主义政党，前过渡委执行委员会主席贾布里勒领导
- 全国阵线党：自由主义政党
- 祖国党：伊斯兰主义政党

## 过程
全国6629个投票站中的6%之前曾受到了一些人的破坏。不过，投票当天只有8个站点没有开放，2个位于库夫拉地区的投票站于8日开放。在艾季达比耶，一名支持联邦制的示威者在试图从一个投票站偷取投票箱时被一名当地人射杀。在拜尼沃利德，政府官员被当地部落人士禁止通过该地，因此他们不能控制投票程序。
投票工作从当天上午8点开始，下午20点结束。有大约170万选民参加了投票，投票率达60％。

## 结果
全国力量联盟在除第三大城市米苏拉塔以外的大城市如首都的黎波里与第二大城市班加西遥遥领先，公正与建设党与全国力量联盟在南部地区竞争激烈。
7月17日，选举委员会公布结果马哈茂德·贾布里勒领导的全国力量联盟获得80个政党席位中的39席；第二位的公正与建设党获得17席；第三位是获得3席的全国阵线党；比较意外的是，沙拉菲派教士阿里·萨拉比与阿卜杜勒·哈基姆·贝尔哈杰领导的祖国党未取得一个席位；祖国联盟与全国中间派党各得2席，其他一些党派各得1席。
2012年利比亚国民议会选举结果
| 政党                                     | 政党                                     | 得票数    | %    | 席位 |
| ---------------------------------------- | ---------------------------------------- | --------- | ---- | ---- |
|                                          | 全国力量联盟 (NFA)                       |           | 48.8 | 39   |
|                                          | 公正与建设党 (JCP)                       |           | 21.3 | 17   |
|                                          | 全国阵线党 (NFP)                         |           | 3.8  | 3    |
|                                          | 民主与发展党 (WAP)                       |           | 2.5  | 2    |
|                                          | 祖国联盟 (UFH)                           |           | 2.5  | 2    |
|                                          | 全国中间派党 (NCP)                       |           | 2.5  | 2    |
|                                          | National Libyan Party                    |           |      | 1    |
|                                          | Arrresalah                               |           |      | 1    |
|                                          | Arrakeeza                                |           |      | 1    |
|                                          | Al Watan for Development                 |           |      | 1    |
|                                          | Al Watan and Devlopment                  |           |      | 1    |
|                                          | Al Asala and Rennovation                 |           |      | 1    |
|                                          | Al Asala and Development                 |           |      | 1    |
|                                          | Al Ummah Al Wasat Party                  |           |      | 1    |
|                                          | Labaika National Party                   |           |      | 1    |
|                                          | National Party of Wadi Ashatti           |           |      | 1    |
|                                          | Central Youth Party                      |           |      | 1    |
|                                          | Libyan Party for Liberty and Development |           |      | 1    |
|                                          | National Parties Alliance                |           |      | 1    |
|                                          | Libya Al Amal                            |           |      | 1    |
|                                          | Al Hekma Party                           |           |      | 1    |
|                                          | 独立人士                                 |           |      | 120  |
|                                          | 无效票/空白票                            |           |      |      |
| 共计                                     | 共计                                     | 2,865,937 | 100% | 200  |
| 来源：Libya Herald（页面存档备份，存于） |                                          |           |      |      |